# Tour de France 1981
Il Tour de France 1981, sessantottesima edizione della Grande Boucle, si svolse in ventidue tappe precedute da un cronoprologo iniziale, tra il 25 giugno e il 19 luglio 1981, su un percorso di complessivi 3 753 km.
La vittoria andò per la terza volta al passista-cronoman, scalatore e finisseur francese Bernard Hinault (per lui terzo podio al Tour e sempre sul gradino più alto). 
Fu la trentaduesima edizione della corsa a tappe francese vinta da un corridore di casa.
Il fuoriclasse brètone concluse le sue fatiche sulle strade francesi con il tempo di 96h19'38". 
Lo scalatore belga Lucien Van Impe (al quinto e ultimo podio della carriera nella Grande Boucle, stavolta come secondo classificato, dopo il trionfo nel 1976 e tre terzi posti) si piazzò al secondo posto della classifica generale. 
Il passista-scalatore francese Robert Alban (all'unico podio della carriera al Tour) conseguì il terzo posto della graduatoria generale.

## Tappe
| Tappa  | Data      | Percorso                                      | km      | Vincitore di tappa  | Leader cl. generale |
| ------ | --------- | --------------------------------------------- | ------- | ------------------- | ------------------- |
| Prol.  | 25 giugno | Nizza (cron. individuale)                     | 5,9     | Bernard Hinault     | Bernard Hinault     |
| 1ª-1ª  | 26 giugno | Nizza > Nizza                                 | 97      | Freddy Maertens     | Bernard Hinault     |
| 1ª-2ª  | 26 giugno | Nizza > Antibes > Nizza (cron. a squadre)     | 40      | TI-Raleigh          | Gerrie Knetemann    |
| 2ª     | 27 giugno | Nizza > Martigues                             | 254     | Johan van der Velde | Gerrie Knetemann    |
| 3ª     | 28 giugno | Martigues > Narbonne-Plage                    | 232     | Freddy Maertens     | Gerrie Knetemann    |
| 4ª     | 29 giugno | Narbonne > Carcassonne (cron. a squadre)      | 77,2    | TI-Raleigh          | Gerrie Knetemann    |
| 5ª     | 30 giugno | Saint-Gaudens > Saint-Lary-Soulan             | 117,5   | Lucien Van Impe     | Phil Anderson       |
| 6ª     | 1º luglio | Nay > Pau (cron. individuale)                 | 26,7    | Bernard Hinault     | Bernard Hinault     |
| 7ª     | 2 luglio  | Pau > Bordeaux                                | 227     | Urs Freuler         | Bernard Hinault     |
| 8ª     | 3 luglio  | Rochefort > Nantes                            | 182     | Ad Wijnands         | Bernard Hinault     |
|        | 4 luglio  | giorno di riposo                              |         |                     |                     |
| 9ª     | 5 luglio  | Nantes > Le Mans                              | 196,5   | René Martens        | Bernard Hinault     |
| 10ª    | 6 luglio  | Le Mans > Aulnay-sous-Bois                    | 264     | Ad Wijnands         | Bernard Hinault     |
| 11ª    | 7 luglio  | Compiègne > Roubaix                           | 246     | Daniel Willems      | Bernard Hinault     |
| 12ª-1ª | 8 luglio  | Roubaix > Bruxelles (BEL)                     | 107,3   | Freddy Maertens     | Bernard Hinault     |
| 12ª-2ª | 8 luglio  | Bruxelles (BEL) > Zolder (BEL)                | 137,8   | Eddy Planckaert     | Bernard Hinault     |
| 13ª    | 9 luglio  | Beringen (BEL) > Hasselt (BEL)                | 157     | Freddy Maertens     | Bernard Hinault     |
| 14ª    | 10 luglio | Mulhouse > Mulhouse (cron. individuale)       | 38,5    | Bernard Hinault     | Bernard Hinault     |
| 15ª    | 11 luglio | Besançon > Thonon-les-Bains                   | 231     | Sean Kelly          | Bernard Hinault     |
| 16ª    | 12 luglio | Thonon-les-Bains > Morzine                    | 199,5   | Robert Alban        | Bernard Hinault     |
|        | 13 luglio | giorno di riposo                              |         |                     |                     |
| 17ª    | 14 luglio | Morzine > Alpe d'Huez                         | 230,5   | Peter Winnen        | Bernard Hinault     |
| 18ª    | 15 luglio | Le Bourg-d'Oisans > Le Pleynet                | 134     | Bernard Hinault     | Bernard Hinault     |
| 19ª    | 16 luglio | Veurey-Voroize > Saint-Priest                 | 117,5   | Daniel Willems      | Bernard Hinault     |
| 20ª    | 17 luglio | Saint-Pries > Saint-Pries (cron. individuale) | 46,5    | Bernard Hinault     | Bernard Hinault     |
| 21ª    | 18 luglio | Auxerre > Fontenay-sous-Bois                  | 207     | Johan van der Velde | Bernard Hinault     |
| 22ª    | 19 luglio | Fontenay-sous-Bois > Parigi                   | 186,8   | Freddy Maertens     | Bernard Hinault     |
| Totale | Totale    | Totale                                        | 3 756,1 |                     |                     |

## Squadre e corridori partecipanti
| N.    | Cod. | Squadra                     |
| ----- | ---- | --------------------------- |
| 1-10  | RAL  | TI-Raleigh-Creda            |
| 11-20 | PEU  | Peugeot-Esso-Michelin       |
| 21-30 | MIK  | Miko-Mercier-Vivagel        |
| 31-40 | SPL  | Splendor                    |
| 41-50 | SEM  | Sem-France Loire-Campagnolo |
| 51-60 | RED  | La Redoute-Motobécane       |
| 61-70 | CAP  | Capri Sonne                 |
| 71-80 | PUC  | Puch-Wolber-Campagnolo      |

| N.      | Cod. | Squadra              |
| ------- | ---- | -------------------- |
| 81-90   | BOS  | Boston-Mavic         |
| 91-100  | TEK  | Teka                 |
| 101-110 | DAF  | Daf Trucks-Côte d'Or |
| 111-120 | KEL  | Kelme-Gios           |
| 121-130 | SUN  | Boule d'Or-Sunair    |
| 131-140 | REN  | Renault-Elf          |
| 141-150 | VER  | Vermeer-Thijs        |

## Resoconto degli eventi
Al Tour de France 1981 parteciparono 150 corridori, 121 dei quali giunsero al traguardo finale di Parigi.  Le squadre partecipanti erano 6 francesi, 6 belghe, 2 spagnole, 1 olandese.  I corridori partecipanti erano 51 belgi, 48 francesi, 19 spagnoli, 15 olandesi, 3 svizzeri, 2 portoghesi, 2 britannici, 2 lussemburghesi, 1 australiano, 1 danese, 1 tedesco, 1 austriaco, 1 statunitense, 1 irlandese, 1 svedese, 1 norvegese.  Per il secondo anno consecutivo nessun italiano prese parte al Tour de France.
Bernard Hinault fu maglia gialla in venti frazioni su venticinque. Conquistò il simbolo del primato al termine del cronoprologo, lo mantenne al termine della frazione successiva per poi perderlo dopo la terza prova. Riprese la maglia gialla dopo l'ottava frazione (la cronometro conclusasi a Pau) e la mantenne fino a Parigi.
Anche in questa edizione abbondarono le prove contro il tempo: prima il cronoprologo, poi due cronometro a squadre e, infine, tre cronometro individuali. Hinault si aggiudicò il cronoprologo e tutte le tre cronometro individuali. I corridori che vinsero il maggior numero di frazioni furono proprio Hinault e il belga Freddy Maertens, con cinque successi ciascuno.

## Classifiche finali

### Classifica generale - Maglia gialla
| Pos. | Corridore            | Squadra      | Tempo     |
| ---- | -------------------- | ------------ | --------- |
| 1    | Bernard Hinault      | Renault-Elf  | 96h19'38" |
| 2    | Lucien Van Impe      | Boston-Mavic | a 14'34"  |
| 3    | Robert Alban         | La Redoute   | a 17'04"  |
| 4    | Joop Zoetemelk       | TI-Raleigh   | a 18'21"  |
| 5    | Peter Winnen         | Capri Sonne  | a 20'26"  |
| 6    | Jean-René Bernaudeau | Peugeot      | a 23'02"  |
| 7    | Johan De Muynck      | Splendor     | a 24'25"  |
| 8    | Sven-Åke Nilsson     | Splendor     | a 24'37"  |
| 9    | Claude Criquielion   | Splendor     | a 26'18"  |
| 10   | Phil Anderson        | Peugeot      | a 27'00"  |

### Classifica a punti - Maglia verde
| Pos. | Corridore        | Squadra     | Punti |
| ---- | ---------------- | ----------- | ----- |
| 1    | Freddy Maertens  | Boule d'Or  | 428   |
| 2    | William Tackaert | Daf Trucks  | 222   |
| 3    | Bernard Hinault  | Renault-Elf | 184   |

### Classifica scalatori - Maglia a pois
| Pos. | Corridore            | Squadra      | Punti |
| ---- | -------------------- | ------------ | ----- |
| 1    | Lucien Van Impe      | Boston-Mavic | 284   |
| 2    | Bernard Hinault      | Renault-Elf  | 222   |
| 3    | Jean-René Bernaudeau | Peugeot      | 168   |